# Wienergruppen
Wienergruppen var en løs østrigsk skribentsammenslutning, der udgik fra den såkaldte Art-Club, og som formerede sig i Wien omkring 1954 under indflydelse af Hans Carl Artmann. Foruden Artmann selv talte også Friedrich Achleitner, Konrad Bayer, Gerhard Rühm og Oswald Wiener som medlemmer, men også Ernst Jandl og Friederike Mayröcker havde nær kontakt til gruppen.
Wienergruppens arbejder havde litterære rødder i barokdigtningen, ligesom også i ekspressionismen, dadaismen og surrealismen. Vigtige impulser kom også fra repræsentanter for sprogskepsis, -kritik og -filosofi (som Hugo von Hofmannsthal, Karl Kraus og Ludwig Wittgenstein).
Sprogbevidstheden i wienergruppen viste sig også i deres opfattelse af sproget som optisk og akustisk materiale. På basis af denne idé beskæftigede medlemmerne af gruppen sig blandt andet intensivt med udviklingen af auditiv poesi og visuel poesi. Frem for alt for Artmann var den auditive rigdom af dialekterne et vigtigt udgangspunkt, men også den mere eller mindre anvendte Kleinschreibung (undgåelsen af store bogstaver) kan i denne kontekst betraktes.
Efter Artmann allerede i 1958 vendte gruppen ryggen, markerede Konrad Bayers død den 10. oktober 1964 wienergruppens endeligt.